# Altaï de Mongolie
Pour les articles homonymes, voir Altaï (homonymie).
L'Altaï de Mongolie (en mongol : Монгол Алтайн нуруу, Mongol Altaïn nourouou ; en chinois : 蒙古阿尔泰山脉, chinois traditionnel : 蒙古阿爾泰山脈, pinyin : Ménggǔ Ā'ěrtài Shānmài), ou Altaï mongol, est un système montagneux situé au sud-est de l'Altaï qui se trouve à la frontière de la Mongolie et de la République populaire de Chine. Il consiste en plusieurs chaînons séparés par des vallées et s'allonge sur mille kilomètres du sud-est au nord-ouest. Sa largeur varie de 150 à 300 kilomètres. Son point culminant est le mont Mounkh-Kaïrkhan-Oula à 4 362 mètres d'altitude.

## Géographie

### Topographie
L'Altaï de Mongolie débute au sud-est du Grand Altaï dans le prolongement des monts Saïliouguem, tandis qu'à l'ouest et au sud, il confine à la Dzoungarie et au Gobi désertiques.
Les hauteurs des chaînons sont érodées avec des plateaux et de nombreux glaciers dont la superficie totale est de 830 km2. Ils sont situés en majorité, comme le glacier Potanine, dans le Tavan Bogd.
Toute sa partie nord-est est délimitée par la dépression des Grands Lacs. L'Alag-Nour le sépare à l'est de l'Altaï de Gobi, d'altitude beaucoup plus faible. Le lac Kanas se trouve au nord-est de l'Altaï de Mongolie.

### Géologie
L'Altaï de Mongolie est surtout formé de micaschistes, de porphyre et de porphyrite, ainsi que de granite.

### Flore
Ses versants sud-ouest sont recouverts d'alpages et de forêts, tandis que ses versants nord-est, soumis à un climat extrêmement sec, sont recouverts d'une maigre végétation steppique et de zones arides semi-désertiques.

## Source
- (ru) Cet article est partiellement ou en totalité issu de l’article de Wikipédia en russe intitulé « Монгольский Алтай » (voir la liste des auteurs).